# 卡尔·申克
约翰·卡尔·埃马纽埃尔·申克（德語：Johann Karl Emmanuel Schenk，1823年12月1日—1895年7月18日）是一位瑞士牧师、政治家，瑞士联邦委员会委员（1863年-1884年）。截至2008年，他仍然是瑞士联邦历史上任期最长的联邦委员会委员。
申克于1823年12月1日出生于瑞士伯尔尼一个基督教家庭。11岁时申克成了孤儿，在德国巴登-符腾堡州路德维希堡县生活。1839年到1842年期间，他在伯尔尼学习，后修神学。1845年，在他22岁时成为一名牧师，开始在瑞士伯尔尼州许普芬（Schüpfen）任教区牧师。1848年，他与埃利斯·卡尔（Elise Kähr）结婚，他们共育有九个孩子，其中两个年幼夭折。
他于1863年12月12日当选为联邦委员会委员，任职期长达31年，他于1895年7月18日死于任内。卡尔·申克是瑞士自由民主党成员。
在任期内，他主要主持领导了以下部门的工作：
- 内政部（1864年）
- 政治部（1865年）并出任同年的瑞士联邦总统
- 内政部（1866年-1870年）
- 政治部（1871年）并出任同年的瑞士联邦总统
- 内政部（1872年）
- 财政部（1872年）
- 内政部（1873年）
- 政治部（1874年）并出任同年的瑞士联邦总统
- 铁道与贸易部（1875年-1877年）
- 政治部（1878年）并出任同年的瑞士联邦总统
- 内政部（1879年-1884年）
- 政治部（1885年）并出任同年的瑞士联邦总统
- 内政部（1886年-1895年）并出任1893年的瑞士联邦总统

期间，卡尔·申克先后六次出任瑞士联邦总统，分别是在1865年、1871年、1874年、1878年、1885年和1893年。 
卡尔·申克1895年在伯尔尼去世，他被安葬在伯尔尼的许希利胡斯（Chüechlihus）。